# Marie-Annick Sevenans
Marie-Annick Sevenans (Athene, 10 december 1986) is een Belgische rolstoeltennisspeelster (enkel- en dubbelspel).
Sevenans is in Griekenland geboren en liep kort na haar geboorte door een medisch probleem een dwarslaesie op. In 1997 is ze met haar ouders terug naar België verhuisd.
Annick Sevenans begon op haar tiende met tennis en twee jaar later maakte ze haar nationale wedstrijddebuut. In 2008 was ze tijdens de Paralympische Zomerspelen van Beijing de enige vrouwelijke Belgische sporter. Daar wist ze de tweede ronde te halen in het enkelspel waarin ze door de Amerikaanse tennisster Beth Arnoult werd verslagen. Haar doel was om de Paralympische Zomerspelen 2012 in Londen te halen.
Sevenans heeft, na het behalen van haar diploma op de middelbare school, Communicatiewetenschappen en de Master Vergelijkende en Europese Politiek aan de universiteit van Antwerpen gevolgd.
Na haar afstuderen is ze in de politiek gegaan, waar ze zich sterk wil maken voor de integratie van mensen met een handicap.